# Rosa Schapire

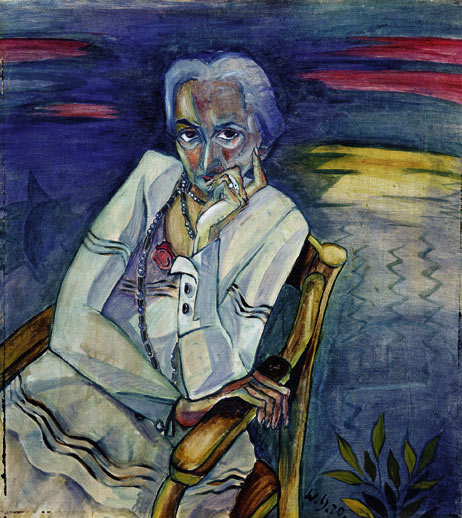
Walter Gramatté:
Portret Rosy Schapire, 1920

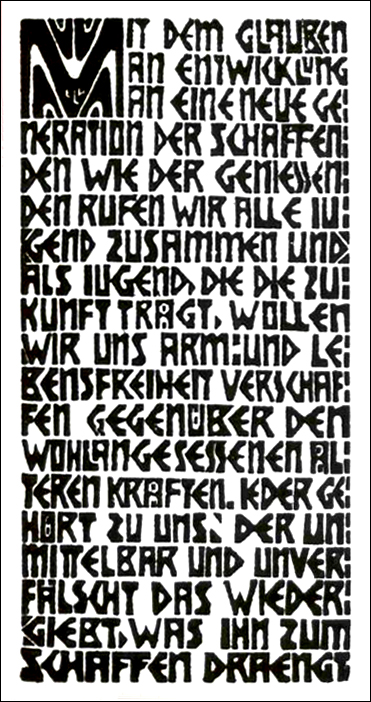
Program Die Brücke, 1906, drzeworyt Ernsta Ludwiga Kirchnera

Rosa Schapire (ur. 9 września 1874 w Brodach, zm. 1 lutego 1954 w Londynie) – niemiecka historyczka kultury i kolekcjonerka dzieł sztuki.
Urodziła się w Brodach w zamożnej zasymilowanej rodzinie żydowskiej, jako jedna z pięciu sióstr. Od dzieciństwa władała językiem polskim, niemieckim i francuskim. Jej młodsza siostra, Anna Schapire-Neurath, pisarka, wyszła za mąż za austriackiego ekonomistę i filozofa Otto Neuratha.
Rosa Schapire studiowała historię sztuki na uniwersytetach w Zurychu, Lipsku, Berlinie i Heidelbergu. Studia zakończyła dyplomem w roku 1904 w Heidelbergu.
W roku 1897 opublikowała w miesięczniku „Sozialistische Monatshefte” artykuł Ein Wort zur Frauenemanzipation („Słowo o emancypacji kobiet”). 
W roku 1905 zamieszkała w Hamburgu. Przetłumaczyła z języka francuskiego na niemiecki dzieła Honoré de Balzaca i Emila Zoli oraz z języka polskiego prace Kazimierza Chłędowskiego Dwór w Ferrarze (1907) i Rokoko we Włoszech (1914).
Za poradą hamburskiego kolekcjonera sztuki Gustava Schieflera zainteresowała się drezdeńskim ugrupowaniem artystycznym „Die Brücke” i w roku 1907 została nieaktywnym członkiem tego ugrupowania. Jej nazwisko znalazło się pod nr 30 na sporządzonej przez Karla Schmidt-Rottluffa liście członków nieaktywnych. Zachowało się wiele portretów Rosy Schapire sporządzonych przez uczestników grupy. W roku 1908 poznała osobiście Schmidta-Rottluffa, co stało się początkiem długotrwałej przyjaźni. Rosa Schapire poznała też Emila Noldego i jego żonę, ale ich wzajemne stosunki wskutek narastającego antysemityzmu Noldego uległy szybko zerwaniu. W roku 1910 Karl Schmidt-Rotluff przeniósł się na trzy lata do Hamburga, gdzie mieszkała Rosa Schapire. W roku 1911 jej staraniem odbyła się w Hamburgu wystawa prac Schmidt-Rottluffa. Schmidt-Rottluff urządził mieszkanie Rosy Schapire i wyposażył je w zaprojektowane specjalnie dla niej umeblowanie. Projektował dla niej także suknie i klejnoty.
W 1916 Rosa Schapire założyła wraz z Idą Dehmel Związek Kobiet na Rzecz Popierania Niemieckich Sztuk Pięknych (Frauenbund zur Förderung deutscher bildender Kunst). 
Po I wojnie światowej Rosa Schapiro spotykała się wielokrotnie latem w nadmorskim uzdrowisku Hohwacht (Ostsee) ze swoimi przyjaciółmi ze świata sztuki.
W latach 1919–1920 wydawała wraz z Wilhelmem Niemeierem ekspresjonistyczne czasopismo „Die Rote Erde” („Czerwona Ziemia”) z drzeworytem Schmidt-Rottluffa na okładce. 
Po przejęciu władzy przez hitlerowców w roku 1933 Rosa Schapire pracowała do roku 1939 w Żydowskim Stowarzyszeniu Kulturalnym w Hamburgu. 
W związku z tzw. „Wystawą Sztuki Zdegenerowanej” w 1937 Rosa Schapire została osadzona w areszcie domowym w jej mieszkaniu w Hamburgu. Tuż przed wybuchem II wojny światowej udało się jej wyjechać do Londynu, gdzie przybyła 18 sierpnia 1939, wioząc ocalone przed zniszczeniem dzieła Schmidt-Rottluffa. Jej mieszkanie wraz z projektowanym przez Schmidt-Rottluffa umeblowaniem spłonęło podczas bombardowania w 1943. 
Utrzymywała się w Londynie z przekładów, pracując jako wolontariuszka w Tate Gallery. Zmarła 1954 w czasie pracy w tej galerii. 

## Dzieła
- Karl Schmidt-Rottluffs graphisches Werk bis 1923. Euphorion Verlag, Berlin 1924
- Hans Speckter – ein Hamburger Maler 1848–1888. Saucke, Wienhausen 2004